# Emil Bächler
Emil Bächler (* 10. Februar 1868 in Frauenfeld; † 14. März 1950 in St. Gallen; reformiert, heimatberechtigt in Kreuzlingen und St. Gallen) war ein Schweizer Naturwissenschaftler und Konservator.

## Leben
Emil Bächler wurde am 10. Februar 1868 als Sohn des Primarlehrers Heinrich Bächler und der Johanna geborene Rüsch in Frauenfeld geboren. Bächler, der zunächst eine kaufmännische Lehre und das Lehrerseminar in Kreuzlingen absolvierte, studierte von 1894 bis 1896 Literatur und Geschichte an der Universität Neuenburg sowie Botanik, Zoologie und Geologie, unter anderem bei Albert Heim, an der Universität Zürich.
In der Folge wirkte er von 1902 bis 1949 als Konservator am Naturhistorischen Museums St. Gallen (heute: Naturmuseum St. Gallen).  Daneben war er 1907 einer der  Mitbegründer der Schweizerischen Gesellschaft für Urgeschichte, deren Vorstand er bis 1912 angehörte. Bächler war seit 1932 gewähltes Mitglied der Gelehrtenakademie Leopoldina. Der Verein für Geschichte des Bodensees und seiner Umgebung ernannte ihn 1938 zum Ehrenmitglied.
Emil Bächler, der 1911 Berta geborene Tobler aus St. Gallen ehelichte, verstarb am 14. März 1950 einen Monat nach Vollendung seines 82. Lebensjahres in St. Gallen.

## Wirken
Neben seiner Tätigkeit als Konservator am Naturhistorischen Museum St. Gallen  erforschte Emil Bächler die Speläologie und Hydrologie des Alpsteins und grub Bärenknochen in den altsteinzeitlich begangenen Höhlen Wildkirchli, dem Drachenloch oberhalb von Vättis und Wildenmannlisloch am Fusse des Selun aus. Basierend auf den Ergebnissen seiner Grabungen, die hauptsächlich in den Jahren 1917 bis 1927 stattfanden, entwickelte er das Konzept vom «Alpinen Paläolithikum», das er 1940 in einer Gesamtdarstellung darlegte. Die von ihm ausgegrabenen Funde liessen ihn vermuten, dass auf die Bärenjagd spezialisierte Jäger, die einem Bärenkult nachgingen, in der Altsteinzeit in diesen Höhlen gesiedelt hatten. Diese Auffassung erwies sich im Lichte neuerer Forschungen als falsch. Der Begriff des Alpinen Paläolithikums trifft heute als prähistorische Kulturbezeichnung nicht mehr zu.
Er war der erste Archäologe, der ein vollständiges Skelett eines Höhlenbären entdeckte. Dieses entdeckte er im Wildkirchli.
Als Vorstandsmitglied des Schweizerischen Bundes für Naturschutz war Emil Bächler 1911 massgeblich an der Wiederansiedlung des Steinbocks beteiligt, wofür er 1917 mit dem Ehrendoktorat der Universität Zürich ausgezeichnet wurde. In seinen letzten Lebensjahren verfasste er eine Biographie Friedrich von Tschudis.

## Schriften (Auswahl)
- Das Wildenmannlisloch. In: Appenzeller Kalender. 206 (1927), doi:10.5169/seals-374770
- Das alpine Paläolithikum in der Schweiz im Wildkirchli, Drachenloch und Wildenmannlisloch. Die ältesten menschlichen Niederlassungen aus der Altsteinzeit des Schweizerlandes. Basel 1940.
- Das Wildkirchli, die älteste prähistorische Kulturstation der Schweiz und ihre Beziehungen zu den altsteinzeitlichen Niederlassungen des Menschen in Europa. In: Schriften des Vereins für Geschichte des Bodensees und seiner Umgebung. 41. Jg. 1912, S. 14–38 (Digitalisat).